# 岩井新吉
岩井 新吉（いわい しんきち、大正2年（1913年） - 平成13年（2001年））は、富山県黒部市出身で岡山県の洋画家。

## 年譜
- 大正2年（1913年）富山県黒部市牧野に生まれる。
- 昭和元年（1926年）黒部市三日市小学校卒業。
- 昭和12年（1937年）京都にて鹿子木孟郎に師事。
- 昭和14年（1939年）第4回京都市展「自画像」出品。
- 昭和16年（1941年）鹿子木孟郎没後、東京にて鈴木千久馬に学ぶ。
- 昭和17年（1942年）第2回創元会展「黒部峡谷」入選。
- 昭和22年（1947年）岡山市文化使節団員として中国訪問。
- 昭和25年（1950年）第6回日展「自画像」入選。（以後8回入選）
- 昭和36年（1961年）黒部市展招待出品。（以後毎年出品）
- 昭和43年（1968年）東京から岡山市に移住。
- 昭和49年（1974年）Sの会主宰となる。第1回Sの会出品。（以後毎年開催）
- 昭和60年（1985年）創元会運営委員、審査員となる。
- 平成元年（1989年）瀬戸大橋完成記念繪はがき制作、年賀はがき制作。
- 平成3年（1991年）創元会第50周年記念展賞受賞。第51回創元会展努力賞受賞。
- 平成4年（1992年）岡山県現代洋画選抜展出品。
- 平成9年（1997年）黒部市美術館にて郷土出身作家「岩井新吉展」開催。[1]
- 平成13年（2001年）12月、逝去。

## 作品
- 「黒部峡谷」
- 「自画像」
- 「本を見るモデル」
- 「石垣のある風景」
- 「立山連峯」
- 「白い花の咲く頃」
- 「太子の藤」
- 「竹林」
- 「コーラス」
- 「京の思い出」
- 「S夫人の像」
- 「湯上がり」
- 「女流画家の眼」
- 「第2のアトリエで」
- 「不動の滝」
- 「春雪」
- 「青葉」
- 「春」
- 「ら婦」
- 「モニカ」
- 「English teacher」